# Labou
Pour plus de détails, voir Fiche technique et Distribution.
Labou est un film américain réalisé par Greg Aronowitz, sorti en 2008.

## Fiche technique
- Titre : Labou
- Réalisation : Greg Aronowitz
- Scénario : Greg Aronowitz et Sheri Bryant
- Pays d'origine : États-Unis
- Genre : enfants
- Date de sortie : 2008

## Distribution
- Marissa Cuevas : Emily
- Darnell Hamilton : Gavin
- Bryan James Kitto : Toddster
- Chris Violette : Reggie
- Earl Scioneaux : Ronald McDowell
- Barnie Duncan : Captain Lerouge
- Dylan Kippes : Cool Kid
- Kelson Henderson : Clayton